# Kimbanguistenkirche

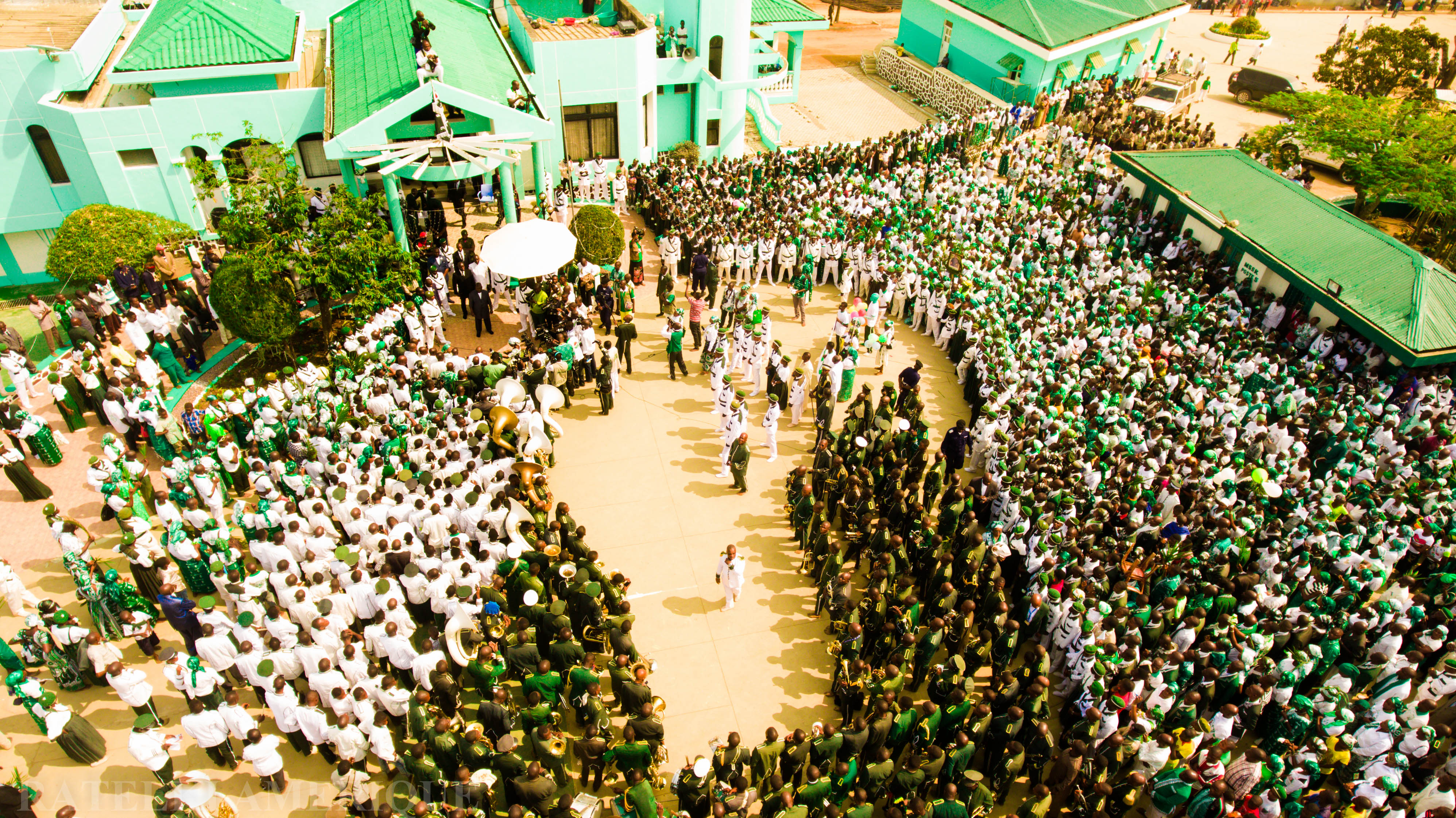
Weihnachtsfeier am 25. Mai 2016 in Nkamba

Die Kimbanguistenkirche (offizielle Bezeichnung: Eglise de Jésus-Christ sur la terre par son envoyé spécial Simon Kimbangu, kurz: E.J.C.S.K.; deutsch Kirche Jesu Christi auf Erden durch seinen Boten Simon Kimbangu) ist eine afrikanische unabhängige christliche Kirche. Ihre Mitgliederzahl beträgt nach eigenen Angaben über 20 Millionen Mitglieder weltweit, davon mehr als die Hälfte im Kongo. Dort schätzte das CIA World Factbook 2005 ihren Anteil auf 10 % der Gesamtbevölkerung, die ihrerseits 2025 auf 111 Millionen geschätzt wurde.

## Vorgeschichte
Im Selbstverständnis der Kimbanguisten wurde das Kommen eines „Erlösers“ auf mehrfache Weise vorausgesagt.
Im Jahr 1706 wurde die als Prophetin verehrte letzte Königin des historischen Königreich Kongo, Kimpa Vita, in M’banza Kongo als Häretikerin auf dem Scheiterhaufen verbrannt. Einer Legende zufolge trug sie nach afrikanischer Sitte einen Säugling verborgen in einem Tuch auf dem Rücken, der somit mitverbrannte. In ihren letzten Atemzügen soll sie ausgerufen haben, dass das Kind als „Kimbangu“ (Bedeutung etwa „Erlöser“ und „Auflöser der verborgenen Geheimnisse“) wiederkehren würde.
Auf der Kongokonferenz in Berlin 1884–85 wurde dem belgischen König Leopold II. der Freistaat Kongo als Privatkolonie zugestanden. Die von ihm eingesetzte Kolonialverwaltung war für die als Kongogräuel in die Geschichte eingegangene Schreckensherrschaft verantwortlich, die bereits 1876 mit den ersten Landgewinnungsexpeditionen begonnen hatte.

## Geschichte
Simon Kimbangu wurde in der lokalen Baptistenmission (Baptist Missionary Society) Anfang des 20. Jahrhunderts zum Katechisten ausgebildet und hatte in der Folge spirituelle Berufungserlebnisse – nach eigenen Aussagen war ihm Jesus Christus persönlich erschienen und hatte ihm den Auftrag erteilt, sein Werk fortzuführen. Er begann zu predigen und als Wunderheiler zu wirken. Am 6. April 1921 läutete seine Frau, Marie Muilu Kiawanga Nzitani, auf seine Bitte zum ersten Mal eine Glocke, um die anwesenden Anhänger zum gemeinsamen Gebet und Gottesdienst zu rufen. Dieses Datum gilt als Gründungsdatum, weshalb am 6. April 2021 die Hundertjahrfeier vorgesehen war. Da die belgischen Kolonialbehörden die entstehende Bewegung als Bedrohung ihrer Herrschaft ansahen, wurde Simon Kimbangu am 3. Oktober 1921 durch ein Militärgericht zunächst zum Tode verurteilt, anschließend aber zu einer lebenslangen Haftstrafe begnadigt.
Unter der Führung von Kimbangus Frau entstand eine Untergrundkirche. Bis 1958 wurden die Anhänger verfolgt und meist verbannt, weshalb die Bewegung sich nahezu über das gesamte Territorium von Belgisch-Kongo ausbreiten konnte. In der Tradition der Kirche spricht man von ca. 150.000 Einzelschicksalen bzw. von 37.000 betroffenen Familien – zu ihren Ehren zählt der 1981 in Nkamba eingeweihte Tempel offiziell 37.000 Plätze. Die Verfolgungen dauerten bis über den Tod Kimbangus am 12. Oktober 1951 hinaus an, nahmen 1958 ein Ende und mündeten in der offiziellen Anerkennung der Bewegung als Kirche am 24. Dezember 1959 durch die Kolonialbehörden Belgisch-Kongos.

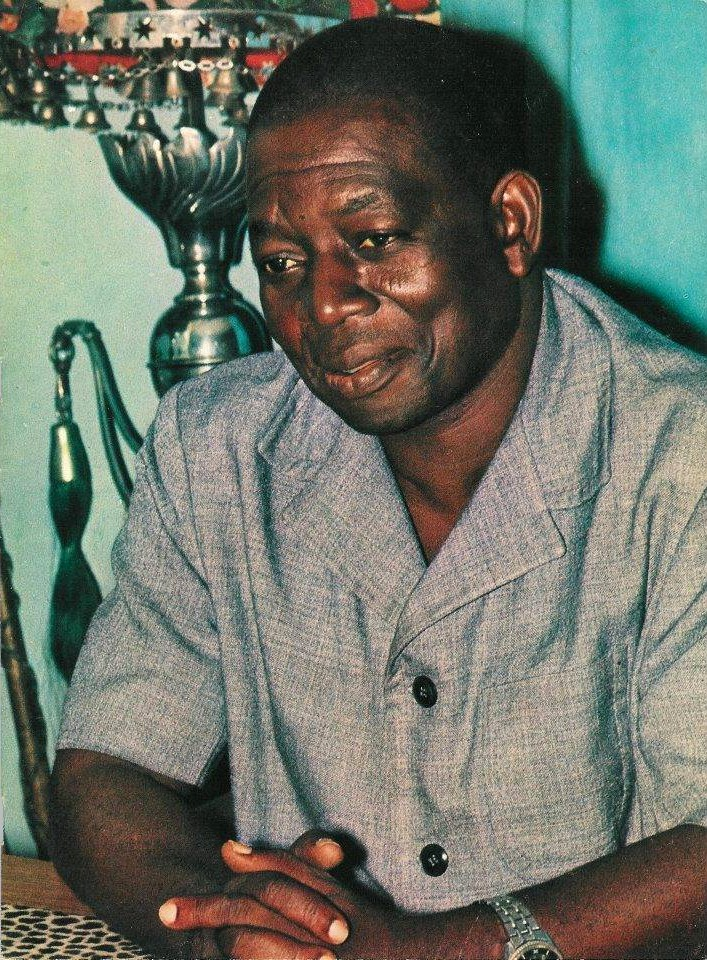
Joseph Diangienda 1990

Erster „Mfumu’a Nlongo“ (Kikongo, in Französisch „Chef Spirituel“, Deutsch: „Spiritueller Leiter“) wurde Joseph Diangienda Kuntima, jüngster Sohn von Simon Kimbangu. Er organisierte zusammen mit seinen Brüdern Charles Daniel Kisolokele Lukelo und Salomon Dialungana Kiangani, die Kirche nach den Anweisungen ihres Vaters, mit dem sie auch während dessen Haft in regelmäßigem Kontakt waren.
Nach dem Tod von Diangienda 1992 übernahm sein Bruder Salomon Dialunganu Kiangani, Mfumu a Mbanza (Kikongo, in Deutsch „Herr von Mbanza“, Mbanza ist der heilige Bezirk innerhalb Nkambas, der Heiligen Stadt, die als das Neue Jerusalem angesehen wird), die Leitung der Kirche. Mit dem Tod von Dialungana 2001 wurde sein ältester Sohn, somit Enkel des Gründers, Simon Kimbangu Kiangani, geboren am 12. Oktober 1951, dem Todestag seines Großvaters, offizielles Kirchenoberhaupt. Seine Ernennung führte zu einem Schisma der Kirche unter der Leitung eines Teils der leiblichen Nachkommen Simon Kimbangus. Die Linie der Kirchenleitung in Nkamba wird mit der Formel „3=1“ (Simon Kimbangu Kiangani (1) ist der spirituelle Erbe und Nachfolger der drei Papas) bezeichnet. Die Gruppe unter Führung der restlichen Enkel Kimbangus wird entsprechend mit der Formel „26=1“ bezeichnet. Sie heißt auch „Bana 26“ (Lingala für „(alle) 26 (Kindes)kinder“). Die Kirchenleitung von Nkamba deutet die Spaltung im Zusammenhang mit eschatologischen Prophezeiungen der Bibel (2 Thess 2,3 ) und sieht sie als Erfüllung einer Voraussage von Diangienda: „Il y aura des divisions et ça va commencer dans ma maison.“ („Es wird zu Spaltungen kommen, und es wird in meinem Haus anfangen.“)

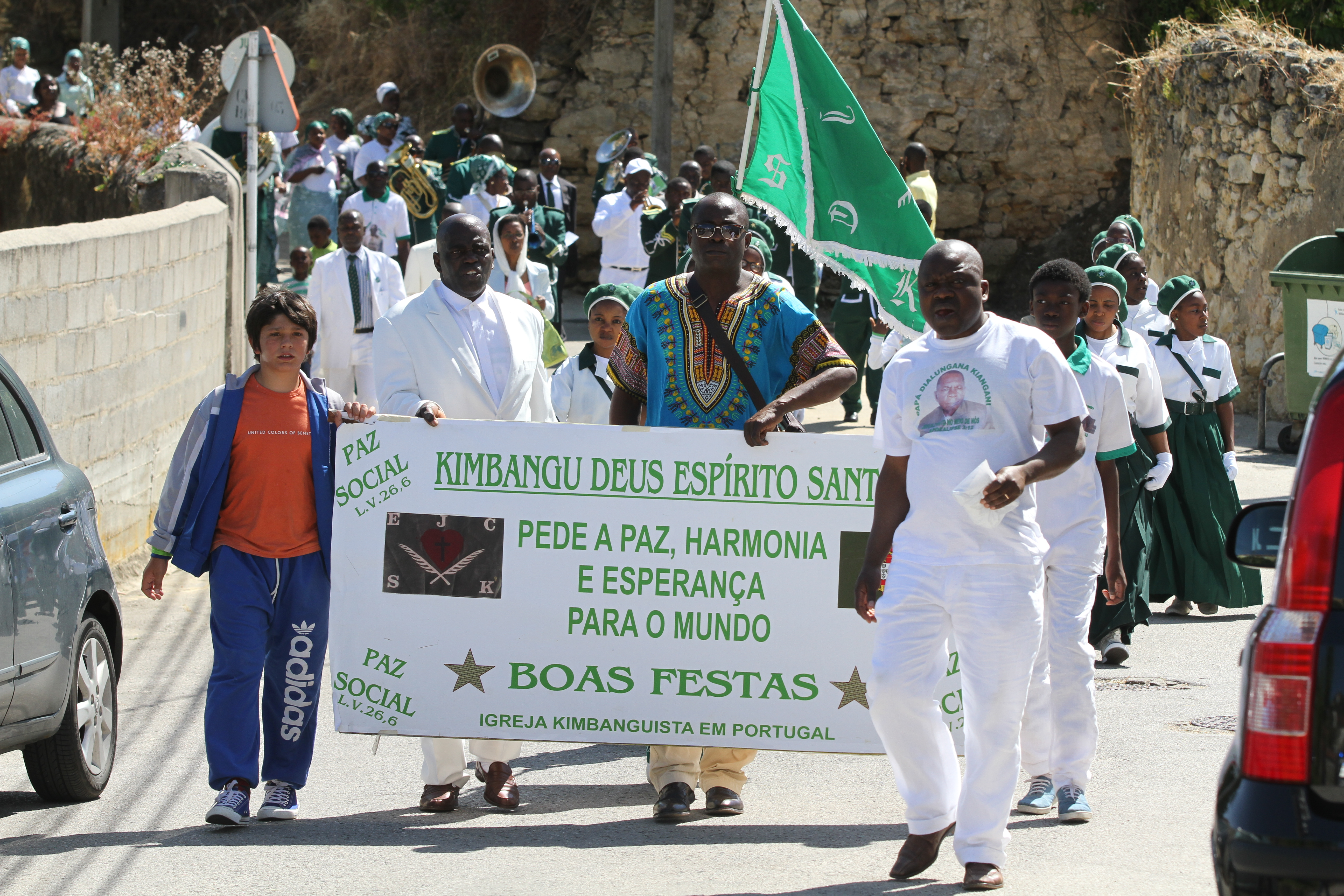
Kimbanguisten in Portugal feiern Weihnachten am 25. Mai 2013 in einem Vorort von Lissabon.

Im Jahr 1969 wurde die Kimbanguistenkirche mit Unterstützung der Herrnhuter Brüdergemeine der Schweiz in den Ökumenischen Rat der Kirchen aufgenommen, als erste der afrikanischen unabhängigen Kirchen. Mitte der 2000er Jahre wurde die Mitgliedschaft jedoch aufgehoben, da Simon Kimbangu Kiangani öffentlich erklärte, die in Joh 14,15-17  verheißene Inkarnation des Heiligen Geistes zu sein. Ihm wird göttliche Verehrung zuteil, ebenso wie dem Gründer, Simon Kimbangu, sowie dessen drei Söhnen. In der Lehre der Kirche wird das aktuelle Zeitalter als das Zeitalter des Heiligen Geistes angesehen. Simon Kimbangu wird als die erste Verkörperung des Heiligen Geistes angesehen, in der spirituellen Nachfolge sind zunächst Diengienda, anschließend Simon Kimbangu Kiangani die weiteren Verkörperungen unter Berufung auf Bibelstellen wie z. B. Hes 37,27 , Sach 8,8  oder 2 Kor 6,16 . Die drei Söhne Kimbangus werden als die Heilige Trinität (Gott Vater, Gott Sohn und Gott Heiliger Geist) verehrt. An seinem Geburtstag im Jahr 2000, dem 25. Mai, verkündete Dialungana der Gemeinde, dass er entsprechend Off 3,12  der neue Christus sei. Seitdem feiern die Kimbanguisten Weihnachten am 25. Mai.

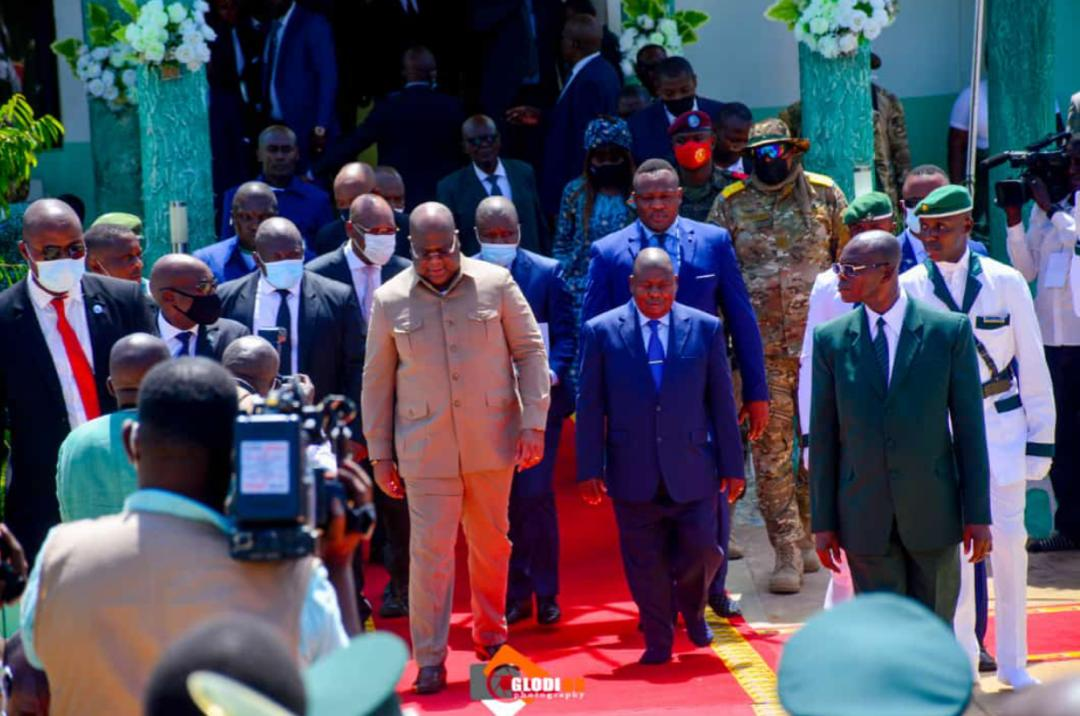
Eröffnung des Museums Simon Kimbangu am 6. April 2021

Anlässlich der Hundertjahrfeier der Kirche am 6. April 2021 wurde das seit 2014 im Bau befindliche Museum Simon Kimbangu im Beisein und unter der Schirmherrschaft des Präsidenten Felix Antoine Tshisekedi Tshilombo feierlich eröffnet. Es soll die Geschichte der Kirche und Simon Kimbangus für Pilger und Gäste aus allen Nationen veranschaulichen, aber auch einen Beitrag zur Aufarbeitung der allgemeinen Geschichte Afrikas und der Unterdrückung des Schwarzen Volkes leisten, da dies vielfach nicht in den Schulen angesprochen wird.

## Theologie und religiöse Praxis
Die Grundlagen für das Lehren innerhalb der Kirche sind die Bibel, die Unterweisungen und Reden Kimbangus und seiner drei Söhne („les paroles des Papas“, frz. wörtlich für „die Worte der Papas“; insbesondere von Diangienda gibt es zahlreiche Audio- und Videoaufzeichnungen, von Dialungana gibt es mehrere Schriften vorwiegend theologischer Art, die fast ausschließlich in Kikongo verfasst sind) sowie die als inspiriert geltenden Gesänge (Musik).
Das Heil (siehe Abschnitt ‚Salut conditionné‘ = ‚bedingtes Heil‘ im Kapitel ‚Essence de la
théologie kimbanguiste‘ = ‚Essenz der kimbanguistischen Theologie‘), ist eine Kombination von drei Faktoren. Als erste Bedingung gilt die Gnadengabe Gottes durch das Erlösungswerk Jesu Christi, das universell ist – im Prinzip kann jeder Mensch diese Gnade in Anspruch nehmen. Zum individuellen Heil ist aber außerdem neben dem Glauben an Gott und seinen Messias auch ein geheiligtes Leben im Alltag erforderlich, das durch gute Werke und das Befolgen der göttlichen Gebote gekennzeichnet ist. Diangienda hat dies im kimbanguistischen Dreisatzes „Bolingo, Mibeko, Misala“ zusammengefasst (lingala für: Bolingo = Liebe zu Gott und zum Nächsten, Mibeko = Gebote, d. h. Einhaltung der 10 Gebote und der Zusatzgebote der Kimbanguistenkirche und Misala = Werke, d. h. gute Werke der Nächstenliebe und Mitarbeit und materielle Beiträge an den Gemeinschaftswerken der Kirche).
Wichtigste religiöse Handlung eines Gläubigen ist die Teilnahme am sonntäglichen Gottesdienst. Dieser nimmt gemäß dem Sabbatheiligungsgebot meist den ganzen Tag ein – meistens beginnen die Gottesdienste um 9:30 Uhr und enden etwa gegen 18:00 Uhr oder noch später.
An den Wochentagen sind Kimbanguisten dazu angehalten, regelmäßig zu beten. Es wurden im Laufe der Zeit feste Gebetszeiten um 3, 5, 10, 12, 15, 18, 22 Uhr und um Mitternacht, sowie der Ablauf des Gebets definiert: beginnend mit einem Gesang, darauf folgend das „Gebet vom 6. April“, ein weiterer Gesang und zum Abschluss ein freies, individuelles Gebet.
Zusätzlich sollte jeder Gläubige täglich – im Rahmen seiner Möglichkeiten – an einem Morgengottesdienst („culte matinal“) um 6 Uhr teilnehmen, der meist auf Ebene der „Cellules“  (frz. für Zelle, vergleichbar mit Hauskreisen) stattfindet, sowie ebenfalls am Abendgottesdienst („soirée spirituelle“) um 16 Uhr in der Pfarre.
Regelmäßig sollte jeder Gläubige an einem „Beko“ teilnehmen. Das sind meist wöchentliche und nach Geschlechter getrennte Gebetsnachtwachen, die um 22 Uhr beginnen und bis 5 Uhr am folgenden Morgen dauern.

### Sakramente
Kleinkinder werden ab dem Alter von etwa drei Monaten gesegnet, was jedoch nicht als Sakrament angesehen wird, sondern lediglich als Aufnahme des Menschen in die soziale Gruppe.
Die Taufe
Sie erfolgt frühestens ab dem zwölften Lebensjahr und auf explizite Anfrage des Täuflings und nach Befolgung eines Katechismusunterrichts von mehreren Wochen mit abschließender Prüfung. Als Besonderheit bei den Kimbanguisten gilt, dass es drei Gruppen von Täuflingen gibt: die „neuen Täuflinge“ (in der Regel Kinder, die in der Gemeinschaft aufgewachsen sind, seltener zuvor Religionslose), die Konvertiten, die eine kürzeren Unterricht belegen müssen, da sie gewissermaßen über Vorkenntnisse verfügten (Gläubige, die aus anderen Kirchden zum Kimbanguismus übertreten, seltener vom Islam; vormalige Anhänger von „Erweckungskirchen“ („églises de réveil“), werden in dieser Kategorie nicht anerkannt) und schließlich die Gemeindeglieder, die ihre Zeit der Gemeindezucht hinter sich haben und wieder vollständig in die Gemeinschaft und ins aktive Gemeindeleben aufgenommen werden wollen. Letztere empfangen eine Geisttaufe, die durch Handreichung des Pastors an den niederknienden Täufling erfolgt.
Das Abendmahl
Zu Beginn der offiziellen Zeit wurde die Kommunion nicht praktiziert und wurde erst am 6. April 1971 in einer feierlichen Zeremonie eingeführt, nach langen Jahren der internen Debatte über die genaue Durchführung. Seitdem wird es jährlich nur dreimal durchgeführt – die ersten Jahre am 6. April (Beginn des öffentlichen Wirkens Simon Kimbangus und Gründungsdatum der Kirche), am 12. Oktober (Todestag Kimbangus) und am 25. Dezember (Geburtstag Jesu Christi). Zu Beginn der 2000er Jahre wurde das letzte Datum auf den 25. Mai verlegt, den Geburtstag von Dialungana, der seither als Wiedergeburt Jesu verehrt wird. Zum Abendmahl wird als „Blut Christi“, ein Getränk aus mit Wasser verdünntem Honig, und ein Kuchen aus Kartoffeln, Eiern, Maismehl und Bananen als „Leib Christi“ gereicht. Diese Speisen werden in der Nacht vor der Zeremonie zubereitet, begleitet durch Fasten und Beten der ausführenden Pastoren.
Ordination
Die Erhebung in einen ekklesiastischen Grad erfolgt immer in einer öffentlichen, feierlichen Zeremonie im Rahmen eines Gottesdienstes, meist an einem der höheren Feiertage der Kirche. Als wesentliche Elemente sind das Gebet um göttliche Führung und Beistand für den zukünftigen Gottesdiener, sowie Handreichung wie bei der Taufe. Handauflegungen, die zu Beginn praktiziert wurden, sind weitestgehend abgeschafft worden und werden nur noch gelegentlich vom Kirchenoberhaupt persönlich vorgenommen. Zu allen Ämtern und Graden sind gleichermaßen Frauen und Männer zugelassen.
Ehe
Die Ehe ist das einzige Sakrament, das nach Auffassung des Kimbanguismus von Gott selbst gestiftet wurde und das sofort am Beginn der Schöpfung 1 Mos 1,27-28 . Es ist die Verbindung von Mann und Frau zu einer lebenslangen Gemeinschaft, die nicht geschieden werden kann. Die zwei Möglichkeiten zur Hochzeit sind die ehrenvolle Samstagshochzeit, die in einem besonderen Gottesdienst zelebriert wird, und die administrative Freitagshochzeit, die ohne Zeremonie im Pfarrbüro durchgeführt wird. Sie ist vorgeschrieben für Gläubige, die unter Gemeindezucht stehen, sei es, dass mindestens ein Ehepartner ein uneheliches Kind hat, sei es, dass beide Partner schon in einer eheähnlichen Wohngemeinschaft zusammen gelebt haben, oder dass einer der Partner aus irgendeinem anderen Grund unter Gemeindezucht steht. Sobald die Freitagshochzeit vollzogen ist, kann der „gefallene“ Gläubige am nächstfolgenden Tauftermin wieder vollumfänglich in die Gemeinschaft aufgenommen werden.

### Zusatzgebote
Neben der Aufforderung, die 10 Gebote strikt zu befolgen, hat Simon Kimbangu von Beginn an vehement gegen verschiedene traditionelle Praktiken gepredigt. Daraus sind die sogenannten „préceptes de l'église“ (Vorschriften der Kirche) entstanden:
- Kimbanguisten ist es untersagt zu rauchen, Drogen zu konsumieren oder alkoholisierte Getränke zu sich zu nehmen. Die Mitgliedschaft in okkulten Vereinigungen und die Anwendung von magischen Praktiken, wie Geisterbeschwörung, Verwendung von Fetischen oder Talismanen, sind verboten, ebenso das Ausführen und Beschauen von Tänzen mit obszönen Elementen. Polygamie ist nicht erlaubt.
- Kimbanguisten sind dazu angehalten, die staatlichen Autoritäten zu respektieren, die staatlichen Gesetze einzuhalten und die Steuern ordentlich zu entrichten.
- Am Sonntag ist es untersagt, einer gewöhnlichen Erwerbstätigkeit nachzugehen.
- Frauen sollen empfehlungsweise ganztägig ein Kopftuch tragen, bei der Teilnahme an einer kirchlichen Aktivität ist das Tragen jedoch verpflichtend.
- Sowohl von Männern als auch von Frauen wird ein dezenter Kleidungsstil gefordert, der nicht die Mitmenschen aufreizen soll.
- Männern wird das Scheren ihrer Haupthaare empfohlen.
- Frauen sollen nicht im Übermaß Schmuck oder Schminke tragen.

Bei Nichtbefolgen oder Vergehen kann der Gläubige zeitweilig unter Gemeindezucht gestellt werden. Wenn er oder sie einen kirchlichen Grad innehatte, kann die Person im Grad zurückgestellt werden bis hin zur erforderlichen „Neutaufe“. Eine Exkommunikation kennt die Kirche offiziell nicht, obschon zum Beispiel die Mitglieder der „Bana 26“ per Dekret 2019 für immer verstoßen wurden.

### Bedeutung der Musik
Diangienda wiederholte bei Zusammenkünften oder Predigten oft, dass Singen geistlicher Gesänge so gut wie zweimal beten sei (frz. „chanter, c’est prier deux fois“), ein Grundsatz, der vermutlich schon auf Augustinus zurückgeht. Als Simon Kimbangu zu Beginn seines öffentlichen Auftretens in seiner ehemaligen Baptistenmission um Liederbücher bat, um mit den Menschen die nach Nkamba zu ihm kamen, singen zu können, wurde ihm dies verweigert. Nach eigener Aussage betete er daraufhin und empfing den ersten Gesang durch Inspiration, das „Nsilu’a Nzambi“, das noch heute als Auftakt zu jeder Zusammenkunft gesungen wird, sei sie liturgischer, sozialer oder administrativer Art. Seither verfügt die Kirche exklusiv über ihr eigenes Liedgut, das bis heute ausschließlich durch die Gruppe der Inspirierten empfangen wird. Um zu dieser Gruppe zugelassen zu werden, wird ein Kandidat durch die Disziplinar- und Evangelisationskommission auf Tauglichkeit geprüft, d. h. auf passende Verankerung in der Lehre der Kimbanguistenkirche, sowie auf ausreichende spirituelle Reinheit im Alltagsleben. Das inspirierte Liedgut wird ebenfalls vor Veröffentlichung und Zulassung erst vom Evangelisationsdienst zensiert, um die Konformität mit der Lehre zu gewährleisten. Als nächster Schritt wird das Empfangene zu Partituren aufbereitet, da die meisten Inspirierten keinerlei musikalische Fachkompetenz besitzen – die meisten bezeugen, dass sie entweder im Traum oder in Visionen Engelchöre und -orchester hören und singen das Gehörte in Wortlaut und Melodie nach.
Es gibt kein Instrumentalmusik ohne Worte. Es gibt Liedgut prophetischer Art in Vergangenheit und Zukunft gerichtet, tröstender, erbauender, fürbittender, klagender und lobpreisender Art, manchmal sind Ermahnungen und Warnungen Inhalt. Die Gesänge werden in der Regel in Gebrauchssprachen der Kirche empfangen und erfasst, also Kikongo, Lingala, seltener Swahili oder Französisch. In ganz seltenen Fällen auch ausländische Sprachen je nach Zusammenhang und Inhalt.
Eine große Rolle spielt die Musik in der Liturgie. In fast allen Pfarreien weltweit gibt es Instrumentalgruppen (FAKI = Fanfare Kimbanguiste, Blechbläser, FLUKI = Flûtistes Kimbanguistes, Querflötenensembles mit meist Instrumenten aus Eigenherstellung, GGKI = Groupe des Guitaristes Kimbanguistes, Zupf- und Streichinstrumente, GAAKI = Groupe des Artistes Accordéonistes Kimbanguistes und viele weitere mehr) und mehrere Chöre (CHOREKI = Chorale des Enfants Kimbanguistes/Chor der Kimbanguistenkinder, Grande Chorale des Dirigeants Kimbanguistes und GTKI = Groupe Thèâtral Kimbanguiste etc).
Nur in Kinshasa gibt es auch ein Symphonieensemble.
Bei jedem Treffen wird gesungen, sowohl zu Beginn als auch zum Ende, fast immer auch zu festen Momenten wie nach einer Predigt, die verpflichtend ist bei jedem Treffen – nur die Dauer variiert. In den Gottesdiensten gibt es zwei „tours de chants“ (frz. für Gesangrunden) in denen alle anwesenden Chöre und Instrumentalisten je ein Lied pro Runde darbieten.

## Verwaltung und Klerus

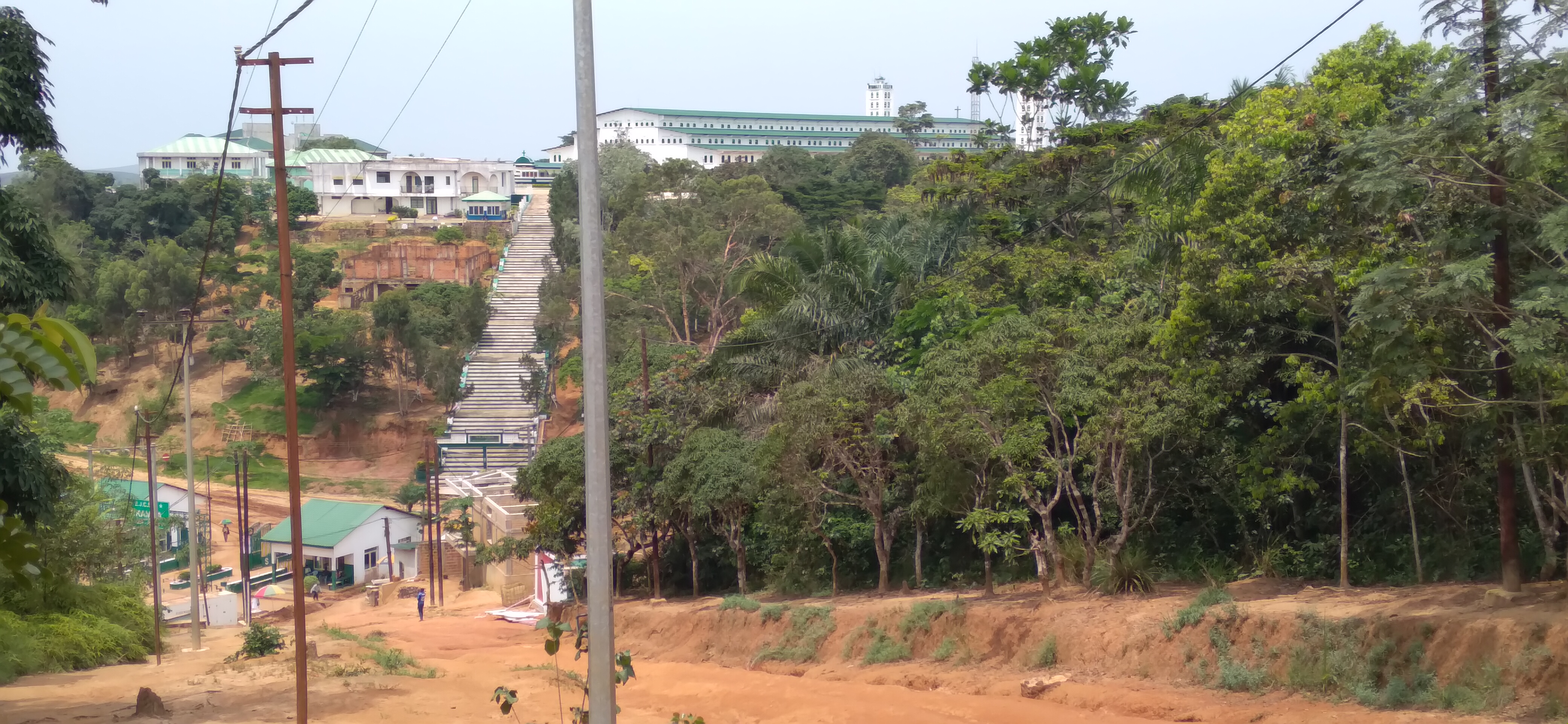
Eingangsportal mit Sicherheitsposten 1 und Tempel von Nkamba im Hintergrund

Sitz der Kirche ist Nkamba, Geburtsort des Gründers und Standort des großen Haupttempels und des Mausoleums. Hier befinden sich die Hauptverwaltung sowie zentrale Kommissionen wie der Evangelisationsdienst, die Disziplinar- und Versöhnungskommission. Daneben sind hier auch die meisten Generaldirektionen der Verbände, Vereine, Chöre und Orchester. Einige sind auch in Kinshasa ansässig.
Das Kirchenoberhaupt, der Chef Spirituel, hat absolute Autorität über alle Angelegenheiten der Kirche sowie die Ortschaft Nkamba betreffend, womit sich die Heilige Stadt allmählich zu einem Staat im Staate entwickelt. Er wird assistiert von seinen Geschwistern und anderen direkten Nachkommen Simon Kimbangus, den Conseillers et Conseillères directes. An höchster Stelle außerhalb der sogenannten „Heiligen Familie“ stehen die gesetzlichen Vertreter, die Représentants légaux. Es sind besonders verdiente Würdenträger im ekklesiastischen Grad von Pastoren, da dies der höchste Grad innerhalb der Kirche ist. Sie vertreten die Kirche oder das Oberhaupt mit besonderen Aufträgen, zum Beispiel als Landesvertreter oder Botschafter, Vermittler zu staatlichen Behörden oder zum Beispiel Leiter der Bibelschule. Die weiteren Ränge sind alle als „Bureau“ organisiert, jeweils bestehend aus einem verantwortlichen Pastor, einem Pastor für die Evangelisation, einem Sekretär, einem Kassierer und einem Buchhalter.
Die Ebenen sind je nach politischer Organisation der jeweiligen Länder und in Abhängigkeit der effektiven Mitgliederzahlen beziehungsweise Anzahl Pfarreien: Landes/Nationalebene, Regional/Provizialebene, Kommunalebene, Lokal/Pfarrebene, Lokal/Hauskreisebene. Alle Posten und Ämter können sowohl von Frauen als auch von Männern bekleidet werden, erfordern jedoch eine Erhebung in einen ekklesiastischen Grad. Der niedrigste Grad ist der Nkengi oder Concierge, der als Hauptaufgabe hat, nahe an den Gläubigen zu sein, ihren Seelenzustand jederzeit zu kennen und bei Bedarf den seelsorgerlichen Beistand zu organisieren. Darüber folgt der Grad des Nlongi, des Katechisten, mit der Aufgabe zu lehren im Allgemeinen, aber im Besonderen die Begleitung der Gläubigen in Vorbereitung zur Taufe. Der Grad des Diakons ist der erste, der im Heimatland den Abschluss eines Bibelstudiums an der Bibelschule in Nkamba erfordert. Im Ausland, besonders in Europa, besteht diese Bedingung nur formal, da es die Lebensumstände nur selten zulassen, ein mehrmonatiges Studium im Kongo zu absolvieren. Der Grad des Pastors ist der höchste Grad innerhalb der Kirche und wird ausschließlich durch Ernennung durch das Kirchenoberhaupt erteilt, entweder auf Empfehlung der Gläubigen oder durch besondere Leistungen oder gute Führung.

## Kontroversen
Apolitische Doktrin und Verhältnis zum Staat
Die Kimbanguistenkirche versteht sich als apolitisch. Allerdings wurde die Tatsache, dass insbesondere Mobutu regelmäßig Diangienda aufsuchte, um seinen Rat einzuholen, und dass ranghohe Politiker Kimbanguisten sind, von Kritikern oft als zweifelhafte Nähe zur Macht ausgelegt.
Verehrung der Person Simon Kimbangu und seiner leiblichen Nachkommen
Zeitlebens wurde Kimbangu als Prophet („Ngunza“ in Kikongo) verehrt. Laut der mündlichen Überlieferung in der Kirche sagte er mehrere Jahre im Voraus, dass er im Jahr 1918 (dem Geburtsjahr seines jüngsten Sohnes Diangienda) einen zweiten Körper annehmen werde und – einige Monate vor seinem Tod – dass seine drei Schwiegertöchter zeitgleich schwanger seien und er im Körper des einzigen männlichen Kindes selber wiedergeboren werde. Diese Aussagen wurden nach und nach dahin gedeutet, dass er der versprochene Heilige Geist sei, nach einer kircheneigenen Auslegung von Joh 14,16 .
Bald wurde auch seinen Söhnen göttliche Verehrung zuteil und sie wurden im Volksglauben der Anhänger als die Inkarnation der Trinität (Gott Vater, Gott Sohn und Gott Heiliger Geist) angesehen, ohne dass dies zunächst offizielle Lehre der Kirche war.
An seinem Geburtstag im Jahr 2000, am 25. Mai eröffnete Dialungana, der damalige Chef Spirituel der Gemeinde, dass er entsprechend Off 3,12  der neue Christus sei. Seitdem feiern die Kimbanguisten Weihnachten am 25. Mai.

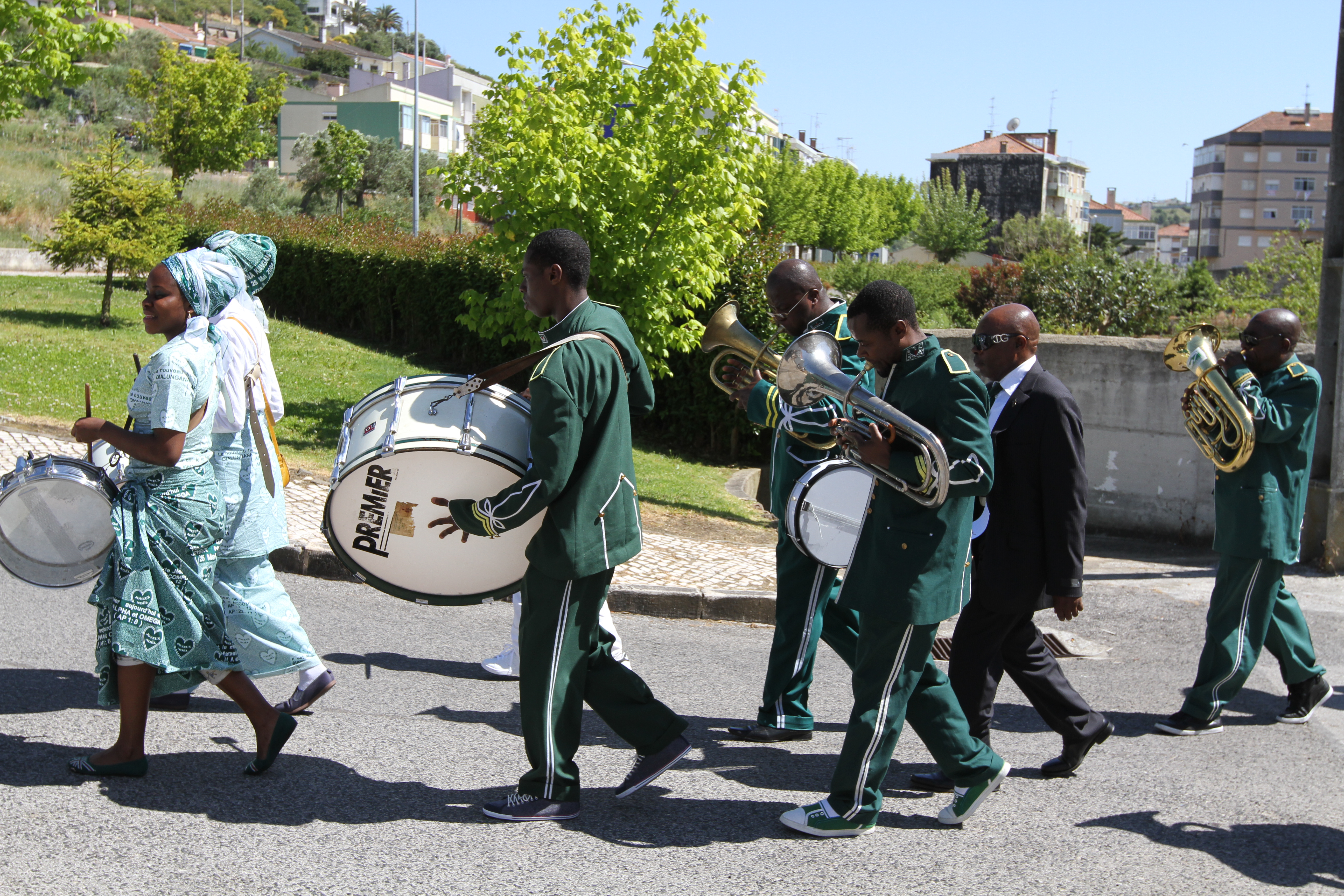
Kimbanguisten in Portugal feiern Weihnachten am 25. Mai 2013 in einem Vorort von Lissabon

2001, nachdem er das neue Kirchenoberhaupt geworden war, erklärte Simon Kimbangu Kiangani, Enkel Kimbangus und Sohn Dialunganas, öffentlich, dass er der Heilige Geist sei.
War bisher vielen Außenstehenden die Verehrung der „Heiligen Familie“ suspekt, so gingen nach diesem Bekenntnis viele westliche Kirchen auf Distanz. Als markanteste Auswirkung gilt das Ruhen der Mitgliedschaft im ÖRK seither.
Während sich die Kimbanguisten auf Bibelstellen wie z. B. Hes 37,27 , Sach 8,8  oder 2 Kor 6,16  berufen, werfen Gegner ihnen vor, dass es sich um unerlaubte Vergöttlichung von Personen und somit beim Kimbanguismus um eine Sekte handele.
Diese Thematik ist auch die Grundlage der großen Kirchenspaltung Anfang der 2000er Jahre: die Linie „3=1“ lehrt, dass nur eine Person Kirchenoberhaupt und dass auch nur eine Person Inkarnation des Heiligen Geistes sein kann. Die Gruppe „Bana 26“ behauptet dagegen, dass die leibliche Nachkommenschaft gleichberechtigt am spirituellen Erbe Kimbangus sei und deshalb Ansprüche auf die Kirchenleitung habe.
Das Vermächtnis Kimbangus
Da Kimbangu selbst Apostel erwählt hatte, allerdings seinen jüngsten Sohn zu seinem alleinigen spirituellen Erben eingesetzt hatte, gab es von Beginn an Konflikte bezüglich der Legitimität seiner Autorität. Dies führte zu vielen kleineren oder größeren Abspaltungen, so dass sich heute mehrere Gruppen auf Kimbangu berufen, mit zum Teil abweichenden Lehren, einige panafrikanistischer Natur, andere mit rassistischen Inhalten.

## Verbreitung und Mitgliederzahl
Nach eigenen Angaben hat die Kimbanguistenkirche heute über 20 Millionen Mitglieder (Stand Dezember 2020), davon der Großteil im Ursprungsland, der Demokratischen Republik Kongo, wo geschätzt über 10 % Prozent der Gesamtbevölkerung der Kirche angehören, gefolgt von den beiden anderen der „drei Kongos“, Kongo-Brazzaville und „Kongo Angola“. Letzteres ist jedoch auch Hochburg und Verwaltungssitz der „Bana 26“. Ferner gibt es Pfarreien im subsaharischen Afrika in Rwanda, Burundi, Sambia und Südafrika, auf dem amerikanischen Kontinent in den USA und Kanada. In Europa gibt es – entsprechend der kongolesischen Diaspora – vor allem Pfarreien in den französischsprachigen Ländern Frankreich, Belgien und der Schweiz. Auch in Deutschland bestehen mehrere Pfarreien.

## Finanzierung
Während der Gottesdienste gibt es Kollekten durch die „Selos“ (Kikongo sinngemäß für Diakon). Dieses Geld – meist kleinere Beiträge im 1.000 Franc congolais-Bereich – wird in der Regel für administrative Zwecke der lokalen Pfarre verwendet. Nach dem liturgischen und dem Kommuniqué-Teil werden alle Gläubigen aufgerufen, einen Obolus als „présence“ (Präsenz) sowie in vielen Pfarren zusätzlich als Finanzierung der RATELKI (Radio et Télévision Kimbanguiste, der kircheneigenen Rundfunkanstalt) im Altarbereich zu entrichten. Anschließend erfolgt der „Nsinsani“ (kikongo für Wettkampf): ein oder mehrere Gemeindemitglieder animieren die Gottesdienstteilnehmer zum „Wettspenden“ – sehr oft die Männer gegen die Frauen, in der Terminologie der Kirche: „les papas contre les mamans“, zu gegebenen Anlässen auch schon mal ein Chor gegen den anderen. In sehr seltenen Fällen fordert auch schon mal eine sehr wohlhabende Einzelperson eine ganze Pfarrei heraus.
Die dargebrachten Beträge werden dabei von den Animatoren lauthals verkündet – was ein gewisse Transparenz erzeugt, die im afrikanischen Kontext eher unüblich ist, andererseits wird meist der Endbetrag nicht genannt, um keine Begehrlichkeiten zu erzeugen. Lediglich die jeweilig zurückliegende Partei wird ermuntert, mit einem Betrag von „X“ könne man den Gegner einholen, oder mit „Y“ US-Dollar oder Franc congolais erreiche man einen runden Betrag.
Während der Animation werden oft persönliche Zeugnisse oder Anekdoten, sowie überliefertes Wissen – in der Regel mit Bezug zur Spiritualität bzw. zur Kirchengeschichte und in einem fröhlichen Ton – dargebracht. Oft wird dabei auch gesungen.
Am Kirchensitz in Nkamba wird an allen Tagen der Woche morgens und abends ein Nsinsani veranstaltet, bei dem es um den Ankauf von Diesel geht in Anlehnung an 2 Mos 27,20-21 .

## Gemeinschaftswerke der Kirche
In Afrika unterhalten die lokalen Pfarreien je nach Größe eigene Schulen und Pflegestationen, in Kinshasa in der Gemeinde Kalamu betreibt die Kirche eine eigene Universität, in der Gemeinde Kimbanseke und in der Nähe von Nkamba jeweils eigene Krankenhäuser. Insbesondere in letzterem, im kleinen Nachbardorf Yanda, werden auch mittellose Patienten behandelt.
Seit der offiziellen Anerkennung der Kirche wird aufgrund von Anweisungen Kimbangus, das ursprüngliche Buschdorf Nkamba zur Hauptstadt des Kimbanguismus und zum „Neuen Jerusalem“ ausgebaut. Hier gibt es neben Tempel, Mausoleum und Verwaltungsgebäuden auch zahlreiche Beherbergungsmöglichkeiten, von großen Schlafsälen über Gästehäuser bis hin zu einem „Mintinu“ genannten „Königshotel“, das angelegt ist, die drei Staatsoberhäupter der drei „Kongos“ zeitgleich empfangen zu können.
Um den koptischen Papst Schenuda III. während seines Besuchs im Zaire 1974 angemessenen beherbergen zu können, wurde im Empfangszentrum der Kirche in der Hauptstadt Kinshasa eine Residenz erbaut. Dortselbst befindet sich neben Verwaltungs- und sonstigen Beherbergungsräumen auch ein Amphitheater, in dem gelegentlich Konferenzen und Vorträge ausgeführt werden. Das Empfangszentrum ist auch der Hauptsitz der kircheneigenen Rundfunkanstalt Ratelki, Radio et Télévision Kimbanguiste, sowie der Ausgangspunkt für Pilgerreisen nach Nkamba.
2014 wurde der Bau eines fünfstöckigen Museums begonnen, das 2021 fertiggestellt und eröffnet wurde.
Langfristig besteht die Vision, dass die Kirche vollständig autonom sein soll, vergleichbar dem Vatikan.